# Independence and Mango Creek
Independence und Mango Creek sind benachbarte Dörfer, die aus Census-Gründen ein Village bilden. Der Ort liegt im Grenzgebiet von Stann Creek District und Toledo District von Belize.

## Geographie
Die Siedlung liegt an der Küste, in der Bucht von Placencia. Eine Straße verbindet den Ort mit dem Southern Highway, der weiter im Landesinnern verläuft. Diese Stichstraße folgt dem Verlauf des Big Creek und der Distriktsgrenze, die beide südlich der Straße verlaufen. Nördlich der Stadt verläuft der Mango Creek. In den Niederungen nahe der Küste gibt es zahlreiche Farmen.

## Bevölkerung
Noch 2000 hatten Independence and Mango Creek eine Bevölkerung von 2.929 Personen. Im Vergleich zu umliegenden Orten ist das Village recht groß. 2010 wurde die Bevölkerung mit 4.014 Personen angegeben. 
Es gibt 2 Grundschulen, eine weiterführende Schule und ein College, das auch Jugendliche aus umliegenden Orten als Internat besuchen.

## Verkehr
Der Ort ist der Zugang zu den Tiefwasserhäfen Alabama Wharf und Big Creek, die über die Bucht von Placencia Zugang zum Karibischen Meer bieten. Es gibt auch einen kleinen Flughafen: Independence and Mango Creek Airport (INB ⊙). Nach Süden erstrecken sich weitere Siedlungen entlang der Küste, wie auch Big Creek, welches selbst über einen eigenen Flughafen (⊙) verfügt.